# Андало-Валтеллино
А́ндало-Валтелли́но (итал. Andalo Valtellino) — коммуна в Италии, в провинции Сондрио области Ломбардия. Расположена в 530 км от Рима и в 32 км от Сондрио.
Население составляет 548 человек (2008 г.), плотность населения составляет 91 чел./км². Занимает площадь 6 км². Почтовый индекс — 23014. Телефонный код — 0342.
Покровителем коммуны почитается Пресвятая Богородица, празднование 8 декабря.

## Демография
Динамика населения: